# المكتب الخاص
المكتب الخاص، جهاز حكومي عماني خاص يرتبط مباشرة بالسلطان هيثم بن طارق، أنشئ بالمرسوم السلطاني رقم 2020/59 في 11 شوال 1441 هـ الموافق 3 يونيو 2020، وهو محكوم وفق أحكام القانون الخاص بالنظام المالي لديوان البلاط السلطاني وقانون معاشات ومكافآت ما بعد الخدمة لموظفي ديوان البلاط السلطاني العمانيين والقانون الخاص وبنظام الموظفين بديوان البلاط السلطاني المشار إليها ويكون لرئيس المكتب الخاص صلاحيات الوزير المنصوص عليها في هذه القوانين. يرأس المكتب الخاص منذ إنشائه حمد بن سعيد بن سليمان العوفي.